# Reiner Gamma

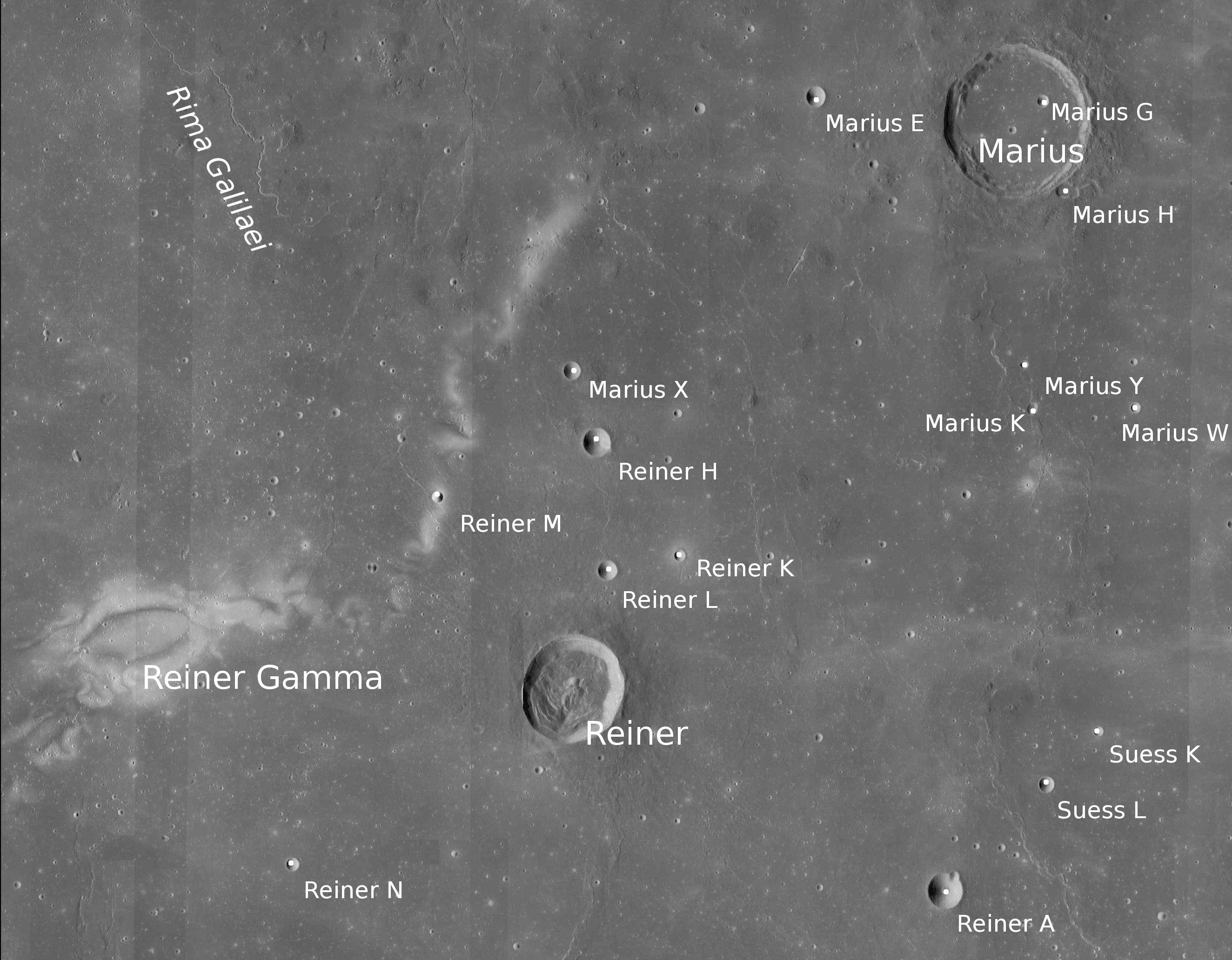
Vue générale de Reiner Gamma et de son environnement immédiat.

Reiner Gamma est une formation lunaire insolite qui est située sur la face visible de la Lune et observable facilement en raison de sa structure rayonnée à l'albédo lumineux.

## Caractéristiques
Reiner Gamma (γ) est un tourbillon lunaire caractéristique, probablement le plus connu, qui se trouve sur l'Oceanus Procellarum, à l'ouest du cratère Reiner et à l'est du cratère Galilaei.
Le Reiner Gamma est situé aux coordonnées sélénographiques 7,5, −59 / 7,5° N 59.0 ° W.  Il a une dimension globale d'environ 70 kilomètres à 75 kilomètres.
La formation Reiner Gamma a un albédo plus élevé que la surface relativement sombre de la mare environnante Oceanus Procellarum, avec un aspect diffus et un caractère distinctif tourbillonnant de forme ovale et concentrique. Gamma Reiner n'est pas associée à des irrégularités particulières à la surface lunaire et si la cause fut un mystère jusqu'à ce que des caractéristiques similaires furent découvertes dans la Mare Ingenii et la Mare Marginis sur des photographies prises par les satellites en orbite autour de la Lune. Les satellites en orbite basse ont observé un champ magnétique relativement fort associé à chacune de ces marques d'albédo lumineux. Certains ont émis l'hypothèse que ce champ magnétique et leurs phénomènes ont pu être créés par des impacts cométaires. Cependant, la véritable cause reste incertaine. La force du champ magnétique de Reiner Gamma est d'environ 15 nT, mesurée à partir d'une altitude de 28 km. C'est l'une des plus fortes anomalies magnétiques localisées sur la Lune. L'intensité du champ magnétique de surface de cette formation lunaire est suffisante pour former une mini-magnétosphère qui s'étend sur 360 km à la surface, formant une épaisseur de 300 km de plasma sur laquelle le vent solaire s'écoule autour de ce lieu. Comme les particules du vent solaire sont connues pour assombrir la surface lunaire, le champ magnétique sur ce site peut expliquer qu'en repoussant les vents solaires, le lieu ne fut point assombri et conserva la vivacité de l'albédo à cet endroit.
Au début des premières cartes lunaires cartes de Francesco Grimaldi, celui-ci avait identifié à tort cette formation lunaire comme un cratère. Son collègue Giovanni Riccioli, l'a alors nommé cratère Galilaeus, en l'honneur de Galilée. Le nom a ensuite été transféré au nord-ouest de l'actuel Reiner Gamma vers un cratère dénommé depuis Galilaei.